# Crézancy
Crézancy es una comuna francesa, situada en el departamento de Aisne, de la región de Alta Francia.

## Demografía
| 763 | 837 | 970 | 1 005 | 1 033 | 1 069 | 1 095 | 1 221 |
| Para los censos de 1962 a 1999 la población legal corresponde a la población sin duplicidades (Fuente: INSEE [Consultar]) |     |     |       |       |       |       |       |